# Gonolobus membranaceus
Gonolobus membranaceus är en oleanderväxtart som beskrevs av Rudolf Schlechter. Gonolobus membranaceus ingår i släktet Gonolobus och familjen oleanderväxter. Inga underarter finns listade i Catalogue of Life.